# Louis Lewin (Rabbiner)
Louis Lewin (geboren 29. Dezember 1868 in Znin, Provinz Posen; gestorben 22. Dezember 1941 in Tel Aviv) war ein deutscher Rabbiner und Historiker.

## Leben
Louis Lewin besuchte in Frankfurt am Main das Städtische Gymnasium und hatte anschließend noch Unterricht beim Rabbiner Markus Horovitz. Er studierte an den Universitäten Heidelberg und Berlin und wurde 1892 in Heidelberg promoviert. Danach besuchte er das Rabbinerseminar in Berlin und machte dort 1895 das Rabbinerexamen. Lewin war mit Meta Fraenkel verheiratet, sie hatten zwei Töchter und zwei Söhne, darunter Daniel Lewin (1901), der nach der Emigration Rabbiner in Kanada wurde.
Von 1895 bis 1897 war er Stiftsrabbiner in Inowrazlaw, danach Rabbiner in Pinne. 1905 wurde er Rabbiner in Kempen in der Provinz Posen, wo er dem Verein für jüdische Geschichte und Literatur angehörte. Er war danach Rabbiner in Kattowitz und ging 1925 als Rabbiner der orthodoxen Abraham Mugdan Synagoge, Direktor einer jüdischen Schule für hilfsbedürftige Kinder, und der Religionsschule nach Breslau, wo er außerdem ab 1933 als Dozent am Jüdisch-Theologischen Seminar (JTS) lehrte. Für das Jüdische Museum Breslau gab er 1929 den Museumskatalog heraus.
Lewin forschte zur jüdischen Geschichte in Ostdeutschland und Polen, er sammelte Schriften und Archivalien und schrieb an die einhundert Aufsätze, speziell auch zur Genealogie.
Lewin emigrierte nach der Reichspogromnacht 1939 nach Palästina und zog nach Bnei Berak.

## Schriften (Auswahl)
- Rabbi Simon ben Jochai. Ein historisches Zeitbild aus dem zweiten nachchristlichen Jahrhundert. Frankfurt a. M. : Kauffmann, 1893, Diss. Heidelberg 1892
- Aus der Vergangenheit der jüdischen Gemeinde zu Pinne. Pinne : Gundermann, 1903
- Geschichte der Juden in Lissa. Pinne, 1904
- Die jüdischen Studenten an der Universität Frankfurt a. d. Oder. Berlin : L. Lamm, in: Jahrbuch der jüdisch-literarischen Gesellschaft Frankfurt am Main, 1921, 1923, 1924
- Die Landessynode der grosspolnischen Judenschaft. Frankfurt a. M., J. Kauffmann, 1926